# Bucculatrix herbalbella
Bucculatrix herbalbella är en fjärilsart som beskrevs av Pierre Chrétien 1915. Bucculatrix herbalbella ingår i släktet Bucculatrix och familjen kronmalar. Inga underarter finns listade i Catalogue of Life.